# تن ریشتر
تن ریشتر (انگلیسی: Ton Richter; ۱۶ نوامبر ۱۹۱۹ – ۱۰ اوت ۲۰۰۹) بازیکن هاکی روی چمن اهل پادشاهی هلند بود.